# Sułkowski II
Sułkowski II (Sułkowski II Książę) – polski herb książęcy, odmiana herbu Sulima. Herb własny rodziny Sułkowskich.

## Opis herbu

### Opis historyczny
Juliusz Ostrowski blazonuje herb następująco:

Na tarczy pięciodzielnej w polu I i IV czarnych – orzeł dwugłowy złoty, w II i III dwudzielnych w prawem srebrnem i lewem czerwonem – lew naprzemian pół czerwony i srebrny i naprzemian w prawo i lewo obrócony, w V ściętem od góry złotem – orzeł czarny z pasem treflowanym zielonym prawoukośnie na piersiach, w dolnem czerwonem – trzy złote kamienie: 2 i 1. Nad hełmem w koronie – orzeł dwugłowy złoty. Labry z prawej czarne podbite złotem, z lewej czerwone podbite srebrem. Tarczę podtrzymują lwy złote ukoronowane, głową w tył odwrócone. Wszystko okrywa płaszcz książęcy z mitrą.

### Opis współczesny
Opis skonstruowany współcześnie brzmi następująco:
Na tarczy dzielonej w krzyż pole sercowe z herbem Sulima odmiennym na nim tarcza dzielona w pas, w polu górnym złotym pół orła czarnego z przepaską rucianą w skos, w polu dolnym, czerwonym, trzy kamienie srebrne. W polach I i IV czarnych orzeł dwugłowy złoty z językiem czerwonym; w polu II w słup srebrno-czerwonym lew wspięty w słup czerwono-srebrny; w polu III w słup czerwono-srebrnym lew wspięty w słup srebrno-czerwony w lewo.
W klejnocie nad hełmem w koronie orzeł dwugłowy złoty.
Labry herbowe z prawej czarne, podbite złotem, z lewej czerwone, podbite srebrem.
Po bokach trzymacze, dwa lwy wspięte o rozdwojonych ogonach, złote, ukoronowane, o językach czerwonych, patrzące na zewnątrz.
Całość otacza płaszcz heraldyczny, podbity gronostajem.
Płaszcz zwieńcza mitra książęca.

## Geneza
Tytuł książęcy został przyznany po raz pierwszy 18 marca 1752 roku w Czechach prawem primogenitury na dobrach Bielsk (niem. Bielitz), które podniesiono do rangi księstwa (zobacz: księstwo bielskie). Ówczesny herb książęcy jest nieznany. 
Następnie, w związku z podniesieniem Bielsk do rangi księstwa, Aleksander Józef Sułkowski jako jego ówczesny właściciel otrzymał tytuł księcia Świętego Cesarstwa Rzymskiego prawem pierworodztwa 17 kwietnia 1752 roku wraz z dodatkiem herbowym od Marii Teresy wraz z nowym dodatkiem wizualnym do herbu. I to właśnie wizerunek tego herbu jest obecnie znany jako Sułkowski II. Ostatecznie został mu nadany tytuł księcia Świętego Cesarstwa Rzymskiego dla jego wszystkich potomków, od cesarza Franciszka I w 1754 roku, tytuł został uznany w Polsce w 1774 roku, potwierdzony w Prusach w 1819 roku i w Austrii w 1905 roku. Książę August Sułkowski, najstarszy z synów księcia Aleksandra Józefa Sułkowskiego, założył ordynację rydzyńską w 1775 r., potwierdzoną w 1783 roku. Linia rydzyńska otrzymała inkolat w Śląsku pruskim w 1749 roku.

## Herbowni
Informacje na temat herbownych w artykule sporządzone zostały na podstawie wiarygodnych źródeł, zwłaszcza klasycznych i współczesnych herbarzy. Należy jednak zwrócić uwagę na częste zjawisko przypisywania rodom szlacheckim niewłaściwych herbów, szczególnie nasilone w czasie legitymacji szlachectwa przed zaborczymi heroldiami, co zostało następnie utrwalone w wydawanych kolejno herbarzach. Identyczność nazwiska nie musi oznaczać przynależności do danego rodu herbowego. Przynależność taką mogą bezspornie ustalić wyłącznie badania genealogiczne.
Pełne listy herbownych nie są dziś możliwe do odtworzenia, także ze względu na zniszczenie i zaginięcie wielu akt i dokumentów w czasie II wojny światowej (m.in. w czasie powstania warszawskiego w 1944 spłonęło ponad 90% zasobu Archiwum Głównego w Warszawie, gdzie przechowywana była większość dokumentów staropolskich). Nazwisko znajdujące się w artykule pochodzi z Księgi herbowej rodów polskich, Juliusza Ostrowskiego. Występowanie danego nazwiska w artykule nie musi oznaczać, że konkretna rodzina pieczętowała się herbem Sułkowski II. Często te same nazwiska są własnością wielu rodzin reprezentujących wszystkie stany dawnej Rzeczypospolitej, tj. chłopów, mieszczan, szlachtę. Herb Sułkowski II jest herbem własnym, wiec do jego używania uprawniona jest zaledwie jedna rodzina: Sułkowscy.

## Galeria

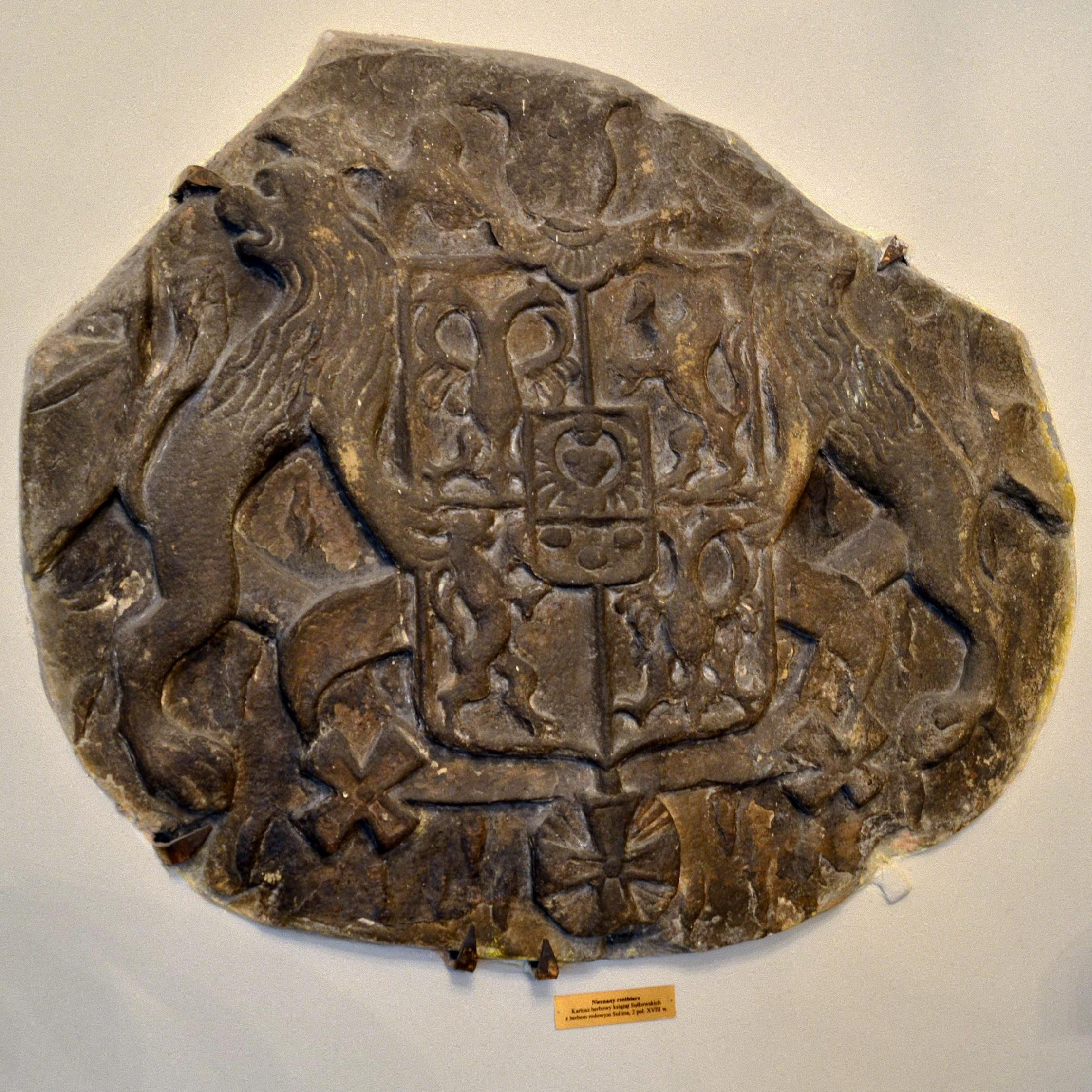
Kartusz herbowy książąt Sułkowskich z herbem rodowym, rzeźbiarz nieznany (II połowa XVIII w.)
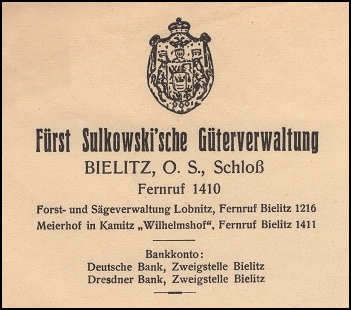
Nagłówek papieru firmowego zarządu fideikomisu książąt Sułkowskich ze zbiorów Muzeum Historycznego w Bielsku-Białej (1941).
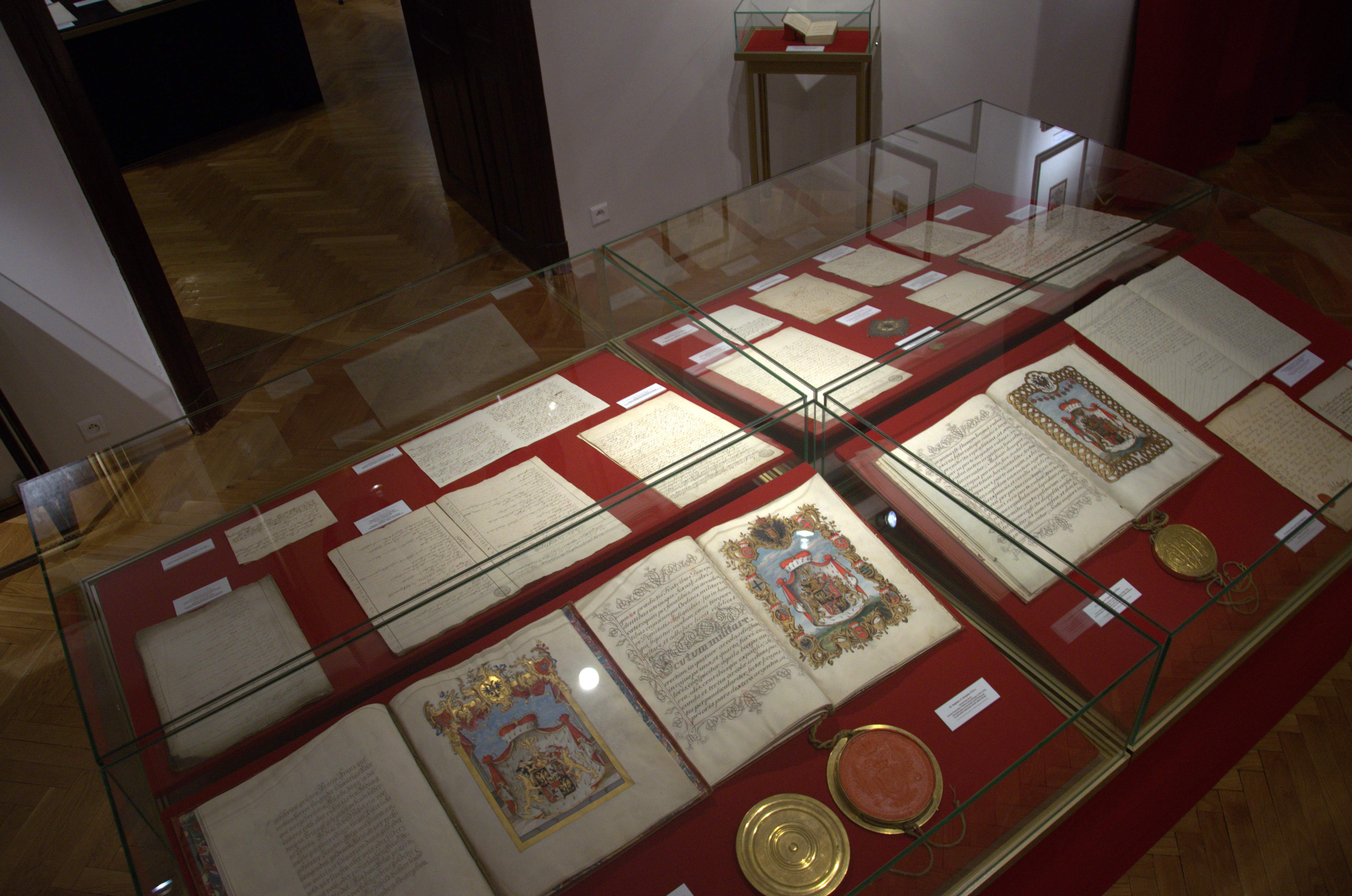
Dyplomy z nadaniami tytułów książęcych z wizerunkami herbów.
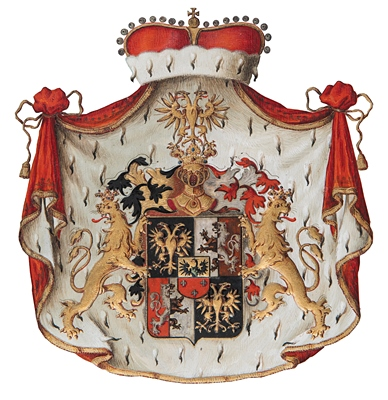
Kartusz herbowy z jednego z dyplomów nadania tytułu książęcego.